# Clemente Montes
Clemente José Montes Barroilhet (Santiago, 25 de abril de 2001) é um futebolista chileno que atua como atacante. Defende atualmente o Universidad Católica.

## Carreira

### Universidad Católica
En 2010, foi jogar nas categorias de base do Universidad Católica. Assinou seu primeiro contrato como profissional em outubro de 2019, que o ligaria ao elenco Universidad Católica até junho de 2022. Montes estreou profissionalmente em 30 de dezembro de 2020 ante Santiago Wanderers. Em 4 de janeiro do 2021, marcou seu primeiro gol a nível profissional contra Huachipato.
Em 10 de fevereiro de 2021, pela penúltima data, Universidad Católica conquistou da Campeonato Chileno 2020 e posteriormente foi campeão da Supercopa do Chile 2020. No âmbito internacional, se estreou no dia 5 de maio de 2021 na vitória 3 a 1 contra o Club Nacional do Uruguai pela Copa Libertadores, em sua estreou marcou seu primeiro gol a nível internacional.
No final de 2021, Universidad Católica foi campeão da Supercopa do Chile 2021 em pênaltis, e mais tarde instituição também foi coroada tetracampeã do torneio nacional, após vencer as edições 2018, 2019, 2020 e 2021.

## Seleção Nacional
Montes foi convocado pela primeira vez para defender a seleção principal do Chile em da Copa América de 2021. Estreou pela Seleção Chilena principal em 26 de março de 2021 em partida contra a Bolivia.

## Títulos
Universidad Católica
- Campeonato Chileno: 2020, 2021
- Supercopa de Chile: 2020, 2021